# ان‌پی-۴
ان‌پی-۴ یک پردازنده شبکه بسیار منعطف مربوط به شرکت EZChip می‌باشد که مدیریت ترافیک در این پردازنده ارائه شده‌ است. هدف از ارائه این قابلیت carrier Ethernet switch ها هستند و البته بقیه carrier Ethernet platform ها می‌باشد که نیاز به کارایی بالا ، پردازش بسته منعطف و مدیریت ترافیک دارند.

## ویژگی‌های خاص پردازنده‌های NP-4
موارد برجسته NP-4 عبارتند از:
- خروجی ۱۰۰ گیگابایتی برای ساخت کارت‌های خطی ۴۰ – ۴۰۰ گیگابایتی و Pizza Boxes.
- مدیریت ترافیک یکپارچه شده که ارائه‌کننده کنترل پهنای باند می‌باشد.
- پشتیبانی پیشرفته برای جریان‌های ویدئویی و IPTV.
- CPU کنترلی متصل به چیپ (on-chip) برای offload (انتقال کارها از یک سیستم کامپیوتری به سیستم دیگری که به راحتی بار می‌شود) CPU میزبان.
- مدیریت منبع تغذیه برای حداقل رسانی خط کارت و اتلاف منبع تغذیه سیستم.
- Offload پردازش عملیات، اجرا و مدیریت (OAM).
- اترنت همزمان و offload IEEE 1588v2 برای خدمات نمونه سازی مدار.
- اسمبلی مجدد IP برای offload پردازش بسته پیشرفته.
- پورت‌های ردیفی یکپارچه شده به همراه پشتیبانی در مورد اترنت ۱، ۱۰، ۴۰ و ۱۰۰ گیگابایتی.
- MAC 40 گیگابایتی ساده (single).
- کنترل‌کننده رابطه فابریک متصل به چیپ (on-chip) برای اتصال با راه حل‌های (solution) مبتنی بر اترنت همانند راه حل‌های سوئیچ- فابریک اختصاصی.
- استفاده از چیپ‌های حافظه DDR3 DRAM برای حداقل رسانی نیرو و هزینه.
- نرم‌افزار سازگار با پردازنده شبکه NP-2، NP-3 و NPA شرکت EZChip.

پردازنده NP-4 پردازش انعطاف‌پذیر با قابلیت تجزیه بسته، برنامه نویسی، طبقه‌بندی، اصلاح و ارسال را دارا می‌باشد. این پردازنده دارای دو مدیر ترافیک است که ترافیک ورودی و خروجی را با زمان بندی سلسله مراتبی مدیریت می‌کنند همچنین دارای موتورهای جستجو یکپارچه ایی است که نیاز به کمک پردازنده بیرونی را از بین می‌برند. در پردازش، هر بسته می‌تواند به راحتی جهت پشتیبانی برنامه‌های کاربردی چند بخشی، تکرار شود و هر سرآیند و محتوا بسته، با هر نوع فرمت و سایز قابل پردازش است. پردازش کارها به صورت OFF-LOADING جهت کنترل پردازنده (CPU) انجام می‌شود. پردازش بسته به صورت Wire-speed انجام می‌گیرد و جریان‌ها بر پایه ترکیبی از اطلاعات بسته استخراج شده، طبقه بندی می‌شوند. در این پردازنده کنترل پهنای باند مبتنی بر جریان پیشرفته، صورت می‌گیرد.

### عملکرد موتور پردازش
موتورهای پردازش، صف‌های جریان بالا را در هر پنج سطح زمانبندی شده، پشتیبانی می‌کنند. به این معنی که آن‌ها می‌توانند در هر پنج صف به‌طور جداگانه مطابق پنج مجموعه مختلف از الگوریتم زمانبندی، ترافیک را مدیریت کنند. در هر سطح یک ترکیبی ازالگوریتم‌ها را تحمیل می‌کنند. شامل:
- اولویت بندی در میان کاربردها، نشست‌ها، جریان‌ها.
- شکل‌دهی leaky bucket به منظور هموارسازی و تعیین مینیمم/ ماکزیمم پهنای باند.
- اجتناب از ازدحام WERD.

### ذخیره سازی توان و هزینه
با توجه به نوع کاربرد پردازنده با خاموش نگه داشتن یک مدیر ترافیک، می‌توان ذخیره توان و هزینه را افزایش داد. توان مورد انتظار در حدود ۱۵ W است که میزان قابل توجهی است. شرکت سازنده بیان کرده‌است که این میزان با عملیات پردازش half-duplex در ۱۰۰ گیگابیت و بدون طبقه‌بندی on-chip در حدود نیمی از توان Intel 2800 (30 w) می‌باشد. NP-4 برای جداول مراجعه، داده‌ها، اطلاعات کنترلی و سرشماری و همچنین کمک به افزایش ذخیره‌سازی، از توان کم و حافظه‌های DRAM چگالی بالا استفاده می‌کند. جدول مراجعه ENTRY در DRAM ذخیره می‌شوند تا اتلاف توان و هزینه را کاهش دهند و فضای جدول مراجعه را افزایش دهند.

### عملکرد مدیران ترافیک
- مدیران ترافیک، کیفیت خدمات پیشرفته‌ای با حمایت سرویس و طیف گسترده‌ای از مکانیزم‌ها شامل: اندازه گیری جریان، سیاست گذاری، شکل دهی، اجتناب از ازدحام WERD، زمانبندی سلسله مراتبی WFQ ارائه می‌دهند.
- برای کنترل پهنای باند دقیق، یک مدیر ترافیک مجزا برای هر جریان ترافیک ورودی و خروجی توانایی شکل‌دهی و زمانبندی ترافیک بعد از تکمیل شدن پردازش را فراهم می‌سازد.
- بواسطه مدیریت ترافیک یکپارچه، کیفیت خدمات پیشرفته (Qos) از توافقنامه سطح خدمات (SLA) مبتنی بر جریان را فراهم می‌نماید.

## انواع مدل‌های پردازنده NP-4
NP-4 برای تنوع پیکربندی و از دیدگاه قیمت در ۲ مدل ارائه شده‌است:
- NP-4 خروجی ۱۰۰ گیگابیتی را فراهم می‌کند.
- NP-4L (سبک) خروجی ۵۰ گیگابایتی را فراهم می‌کند.

هر دو دستگاه دارای بسته بندی مشابه، پین‌های یکسان و رابط‌ها بوده و سازگار با نرم‌افزار (s/w) می‌باشند.

## برنامه‌های کاربردی برای پردازنده NP-4
انعطاف‌پذیری و یکپارچه سازی NP-4 فروشندگان سیستم امکان تحویل راه حل‌های به صرفه از نظر هزینه‌ای را می‌دهد که می‌توانند به سادگی با تغییر نیازمندی‌های بازار سازگار باشند. نمونه برنامه‌های کاربردی:
1.	Line cardها در کالبد مدولار:
مترو سوئیچ‌ها.
روترهای هسته (core) و لبه (edge).
سوئیچ/روترهای تجمع بارگیری در برگشت (backhaul) بی سیم.
سوئیچ‌های میانی تجاری.
2.	راه حل‌های Pizza Box مستقل:
نودهای تجمعی اترنت.
OLTهای EPON/GPON و CMTS کابل.
دستگاه‌های شناسایی دیواره‌های آتش، VPN و تجاوز.
سوئیچ‌های متعادل سازی بار سرور.
سرویس‌های تحلیل و مانیتورینگ شبکه.